# Lənbəran
Lənbəran (ou Lambaran, Lemberan) est une municipalité du raion de Bərdə en Azerbaïdjan. C'est la localité la plus peuplée du raion après la ville de Barda. Sa population est de 4 666 individus[Quand ?].

## Description
Les terres situées autour de Lənbəran sont principalement à vocation agricole.

## Histoire

### Relocalisation des chevaux Karabakh
Lənbəran est connu pour être le lien de re-localisation des chevaux de race Karabakh issus du haras d'Agdam après la première guerre du Haut-Karabagh.
Le directeur du haras d'Agdam, Maarif Huseynov, décide d'exfiltrer les 250 chevaux du haras pendant la nuit avec l'aide de quelques personnes, dont des membres de la famille Orujov. Ces transferts de chevaux s'effectuent par camion, ou bien à pieds et à cheval. Les animaux sont finalement re-localisés à Lənbəran, après avoir été déplacés « continuellement d’un endroit à un autre ». Cela a drastiquement nui aux effectifs de la race Karabakh, car des juments ont péri et subi des fausses couches,. Maarif Huseynov prend la tête du haras de Lənbəran, qui assure les anciennes fonctions dévolues à celui d'Agdam.
Yashar Guluzade, un homme d'affaires peu connaisseur des chevaux, achète ensuite dix chevaux à Lənbəran afin de démarrer son propre élevage près de Chaki avec l'aide d'Ali Orujov, et d'empêcher l'extinction de la race Karabakh.

### Travaux d'infrastructures et animations
En 2019, le village a été raccordé au gaz et son réseau électrique a été reconstruit.
En juillet 2022, une animation avec concerts, dégustation de plats régionaux et chevaux du Karabakh est organisée